# Bika Kafra
Bika Kafra, Beka Kafra (arab. بقاع كفرا) – wieś położona w Dystrykcie Północnym, w Kada Baszarri, w Libanie.
Wieś zlokalizowana jest naprzeciw miasta Baszarri po drugiej stronie Wadi Kadisza (arab. Święta Dolina). Liczy zaledwie 360 mieszkańców i jest jedną z najwyżej położonych wsi w Libanie (od 1450 do 1650 m n.p.m.). Nazwa wywodzi się z języka syryjskiego i oznacza „żyzną ziemię”.
W Bika Kafra urodził się św. Szarbel Makhlouf.
We wsi znajdują się kościoły św. Saby, Matki Bożej Wniebowziętej oraz św. Józefa. Czczone jest miejsce narodzin św. Szarbela oraz jego pierwszy monastyr.